# Robert Constant Lagae
Robert Constant Lagae OP (* 20. November 1882 in Heule, Gemeinde Kortrijk, Belgien; † 16. Mai 1966) war ein belgischer Ordensgeistlicher und römisch-katholischer Apostolischer Vikar von Niangara.

## Leben
Robert Constant Lagae trat der Ordensgemeinschaft der Dominikaner bei und empfing am 21. September 1907 das Sakrament der Priesterweihe.
Am 27. November 1924 ernannte ihn Papst Pius XI. zum Titularbischof von Tricca und zum Apostolischen Vikar von Ost-Uélé (später Niangara). Der Erzbischof von Mecheln, Désiré-Joseph Kardinal Mercier, spendete ihm am 11. Juni 1925 die Bischofsweihe; Mitkonsekratoren waren der Weihbischof in Gent, Eugène Victor Marie Van Rechem, und der Koadjutorbischof von Lüttich, Louis-Joseph Kerkhofs.
Robert Constant Lagae trat im Februar 1948 als Apostolischer Vikar von Niangara zurück.